# پلاسیده (آلبوم)
پلاسیده (انگلیسی: wilted) اولین آلبوم استودیویی پاریس جکسون خواننده و ترانه‌سرای آمریکایی است. این آلبوم به‌دلیل همکاری موفقیت‌آمیز با تهیه‌کننده اندی هال و انتشار به‌عنوان اولین آلبوم، نقدهای مثبتی از سوی منتقدان دریافت کرد، اما همچنین به‌دلیل کیفیت و برخی اشعار ضعیف مورد انتقاد قرار گرفت.